# The Great Game

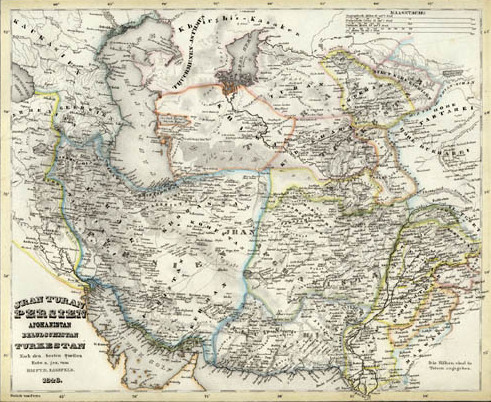
Centraal-Azië, circa 1848.

The Great Game (Engels voor het Grote Spel) was het strategische conflict tussen het Britse en het Russische Rijk in Azië tijdens de victoriaanse tijd. Inzet van het conflict was de politieke, economische en militaire invloed over Centraal-Azië. Meestal wordt met The Great Game de periode bedoeld tussen de terugtrekking van Napoleon uit Rusland in 1813 en het Verdrag van Sint-Petersburg in 1907. Na de Oktoberrevolutie in 1917 volgde een tweede, minder uitgesproken periode van rivaliteit.
De term "Great Game" werd oorspronkelijk bedacht door de rond 1835 in Centraal-Azië actieve Britse spion Arthur Conolly en werd onder andere gebruikt door Rudyard Kipling in zijn boek Kim (1901). De Russische naam voor het conflict (Турниры теней) betekent letterlijk het schaduwtoernooi.

## De 19e eeuw: Russen tegenover Britten

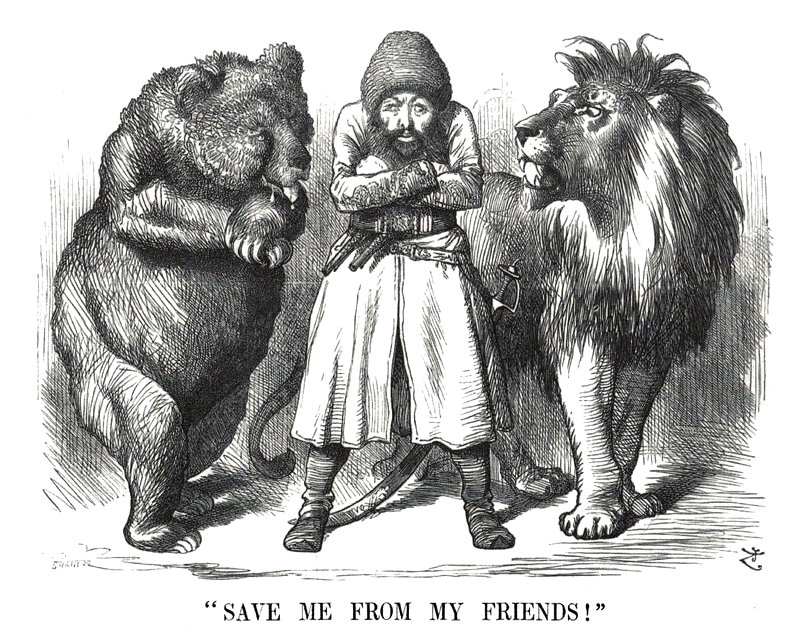
Cartoon uit 1878 van de Afghaanse leider Amir Sher Ali met zijn "vrienden" Rusland en Engeland.

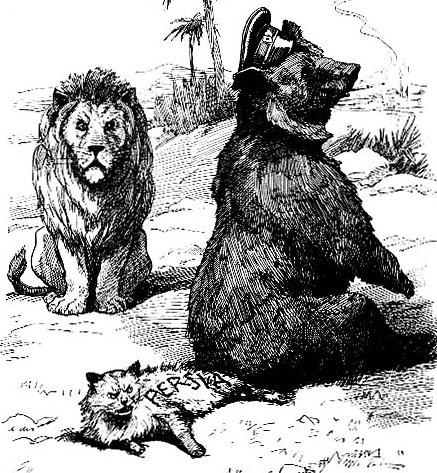
Cartoon uit 1911 waarin de Britse leeuw (ondanks het wederzijdse vertrouwen) de Russische beer vraagt wat hij met de Perzische kat doet.

Aan het begin van de negentiende eeuw lag er zo’n 3000 km tussen Brits-Indië en de verste uithoeken van het Russische Tsarenrijk. De topografie van het tussenliggende gebied, bestaande uit de steppen, woestijnen en gebergten van Centraal-Azië was bij geen van de twee grootmachten goed bekend. Steden als Buchara, Xiva, Merv en Tasjkent waren in de achttiende eeuw niet of slechts via vage geruchten bekend. De twee rijken probeerden elkaar bij het winnen van politieke en militaire invloed in Centraal-Azië voor te zijn, wat leidde tot een subtiel spel van verkenning, spionage en diplomatie door afgevaardigden van beide kanten. Hoewel een openlijk conflict soms dreigde, kwam het nooit tot een direct gewapend conflict tussen beide zijden.
Het doel van het Russische Rijk was na het stichten van het Generaal-gouvernement Turkestan in Centraal-Azië een doorgang naar de Indische Oceaan te krijgen. Al in 1801 berichtten Britse spionnen over plannen van Napoleon en Paul I van Rusland om samen Brits-Indië binnen te vallen, de Mars naar Brits-Indië.
Toen de invloed van het Russische Rijk zich steeds verder naar het zuiden uitbreidde, baarde dit de Britse koloniale bezetters van het Indisch Subcontinent zorgen. De legers van de Russische tsaren onderwierpen het ene khanaat na het andere en de Britten waren bang dat Afghanistan een uitvalsbasis zou kunnen vormen voor een Russische invasie in Brits-Indië. De Britten besloten de Russen daarom voor te zijn en als eerste Afghanistan te bezetten, wat leidde tot de Eerste Anglo-Afghaanse Oorlog. Het lukte de Britten niet Afghanistan te bezetten vanwege hevig verzet van de Afghanen. De Britten veranderden daarom hun strategie: ze beschouwden Afghanistan voortaan als een bufferstaat tussen Brits-Indië en het Russische Rijk en stelden marionetten aan als koning.
De Russen bleven echter hun invloed naar het zuiden toe uitbreiden. In 1865 werd Tasjkent geannexeerd en drie jaar later werden Samarkand en Buchara Russische vazallen, waarna de rivier de Amu Darja de zuidelijke grens van het Russische Rijk was. In 1878 stichtten de Russen een ambassade in Kaboel en stookten de Afghaanse koning Sher Ali tegen de Britten op, wat tot de Tweede Anglo-Afghaanse Oorlog leidde. De Britten wisten hierin hun invloed over Afghanistan te herstellen en stelden een nieuwe koning aan.
In 1884 kwam het weer tot spanningen bij de Russische inname van Merv, dat bij Afghanistan hoorde. Een oorlog werd voorkomen door een Russisch-Britse commissie, die de grenzen van Afghanistan herdefinieerde, waarbij Rusland het veroverde gebied behield.
Na het toetreden van Rusland tot de Entente Cordiale na de Brits-Russische Conventie van 1907 kwam een einde aan de eerste periode van the Great Game. De Russen accepteerden dat Afghanistan en Perzië onder Britse invloed bleven, de Britten accepteerden de nieuwe invloed van het Russische Rijk in Centraal-Azië.

## Sovjet-Unie tegenover de Britten
Na de Oktoberrevolutie van 1917 herriep de bolsjewiekse Russische regering alle verdragen die onder de tsaren gesloten waren. Het gevolg was dat de spanning tussen het Britse Rijk en Bolsjewistisch Rusland opliep. Na de moord op de Afghaanse heerser Habibullah Khan in 1919 riep zijn opvolger en zoon Amanoellah Khan de volledige onafhankelijkheid uit, wat leidde tot het uitbreken van de Derde Anglo-Afghaanse Oorlog. De Afghanen vielen Brits-Indië binnen maar wisten weinig terrein te veroveren. De vrede werd nog hetzelfde jaar hersteld met het verdrag van Rawalpindi, waarmee Afghanistan geheel onafhankelijk van de Britten werd. In mei 1921 tekende Afghanistan een vriendschapsverdrag met Bolsjewistisch Rusland. De Russen steunden Afghanistan met geld, technologie en wapens waardoor de Britse invloed afnam.
De Britten reageerden door handelssancties tegen Afghanistan af te kondigen. Veel Afghanen bleven de Russen echter als vijanden beschouwen en erop hopen de regio rond Merv ooit te heroveren. Tegelijkertijd droomde Amanullah Shah ervan de door Pasjtoen bewoonde delen van het toenmalige Brits-Indië van het Britse koloniale juk te bevrijden. Nadat Amanullah Shah in 1928 werd afgezet lukte het zowel de Russen als de Britten weer meer invloed in Afghanistan te krijgen.

## Einde van het conflict en nieuwe betekenissen
In de Tweede Wereldoorlog waren de Britten en Russen door omstandigheden gedreven bondgenoten. Daarmee en met de onafhankelijkheid van India en Pakistan in 1947 kwam the Great Game in zijn klassieke betekenis ten einde.
Na de Tweede Wereldoorlog vervingen de Verenigde Staten de Britten als wereldmacht. Tijdens de Koude Oorlog ontstond in grondstofrijke gebieden als het Midden-Oosten een nieuwe "Great Game" tussen de V.S. en de Sovjet-Unie. Sinds het einde van de Koude Oorlog is een nieuwe "Great Game" begonnen in de, sinds het uit elkaar vallen van de Sovjet-Unie, onafhankelijke staten van Centraal-Azië en hun buurstaten (aangewakkerd door de steeds grotere productie van fossiele brandstoffen in de regio). Behalve de V.S. en Rusland zijn ook in toenemende mate China, India en Pakistan hierin betrokken.
Soms worden ook zaken als de oorlog in Afghanistan sinds 2001 als onderdeel van het conflict gezien, evenals de pogingen van Rusland, China en andere mogendheden sindsdien hun invloed te vergroten in de voormalige sovjetrepublieken in Centraal-Azië.
De politieke wedijver om olie en gas in de Noordelijke IJszee wordt weleens de Arctic Great Game genoemd. Hierin staan landen met claims op het noordpoolgebied tegenover elkaar. Dit zijn Noorwegen, Rusland, Canada, Denemarken (Groenland) en de Verenigde Staten.